# مونو (میکس‌تیپ)
مونو (انگلیسی: Mono; به صورت mono. نوشته می‌شود) دومین میکس‌تیپ از رپر اهل کره جنوبی آراِم عضو گروه بی‌تی‌اس است. این میکس‌تیپ در ۲۳ اکتبر ۲۰۱۸ توسط بیگ هیت انترتینمنت منتشر شد. مونو شامل هفت قطعه است و با یک موزیک ویدئوی انیمیشنی برای آخرین آهنگ به نام «Forever Rain» همراه بود. آراِم مونو را یک پلی‌لیست نامیده‌است اما ناشران دیگر از آن به عنوان میکس‌تیپ یاد کرده‌اند. این میکس‌تیپ شامل ترانه‌هایی است که به دو زبان کره‌ای و انگلیسی خوانده و رپ شده‌اند.